# 塘溪站
塘溪站是浙江省宁波市建设中的一座高架市域铁路车站，属于宁波轨道交通12号线。车站计划于2027年启用。

## 车站形制
塘溪站位于宁波市鄞州区塘溪镇塘观公路、309省道交叉口西南，沿东西向布置。车站为高架三层四线侧式车站，长100米，宽31.7米，总建筑面积为9630平方米。车站规划为越行站。

## 出口
塘溪站规划设置2个出口。